# 2-dezoksi-scilo-inozamin dehidrogenaza
2-dezoksi-scilo-inozamin dehidrogenaza (EC 1.1.1.329, neoA (gen), kanK (gen)) je enzim sa sistematskim imenom 2-dezoksi-scilo-inozamin:NAD(P)+ 1-oksidoreduktaza. Ovaj enzim katalizuje sledeću hemijsku reakciju
2-dezoksi-scilo-inozamin + NAD(P)+ {\displaystyle \rightleftharpoons } 3-amino-2,3-didezoksi-scilo-inozoza + NAD(P)H + H+
Za rad ovog enzima je neophodan cink. 2-dezoksi-scilo-inozamin dehidrogenaza učestvuje u biosintetičkim putevima nekoliko klinički značajnih aminociklitolnih antibiotika, uključujući kanamicin, neomicin i ribostamicin, cf. EC 1.1.99.38, 2-dezoksi-scilo-inozamin dehidrogenaza (SAM-zavisna).

## Literatura
- Nicholas C. Price; Lewis Stevens (1999). Fundamentals of Enzymology: The Cell and Molecular Biology of Catalytic Proteins (Third изд.). USA: Oxford University Press. ISBN 019850229X.
- Eric J. Toone (2006). Advances in Enzymology and Related Areas of Molecular Biology, Protein Evolution (Volume 75 изд.). Wiley-Interscience. ISBN 0471205036.
- Branden C; Tooze J. Introduction to Protein Structure. New York, NY: Garland Publishing. ISBN 0-8153-2305-0.
- Irwin H. Segel. Enzyme Kinetics: Behavior and Analysis of Rapid Equilibrium and Steady-State Enzyme Systems (Book 44 изд.). Wiley Classics Library. ISBN 0471303097.
- William P. Jencks (1987). Catalysis in Chemistry and Enzymology. Dover Publications. ISBN 0486654605.

## Spoljašnje veze
- 2-deoxy-scyllo-inosamine+dehydrogenase на 